# Adesmia torcaea
Adesmia torcaea es una especie de planta floral del género Adesmia, categorizada en la tribu Dalbergieae, de la familia Fabaceae.

## Distribución
Especie nativa de Chile. Crece en el bioma subtropical.

## Taxonomía
Fue descrita por Phil.
Tratamiento taxonómico
La especie aparece registrada y publicada en Anales de la Universidad de Chile 84: 287 (1894).